# 悉尼北岸

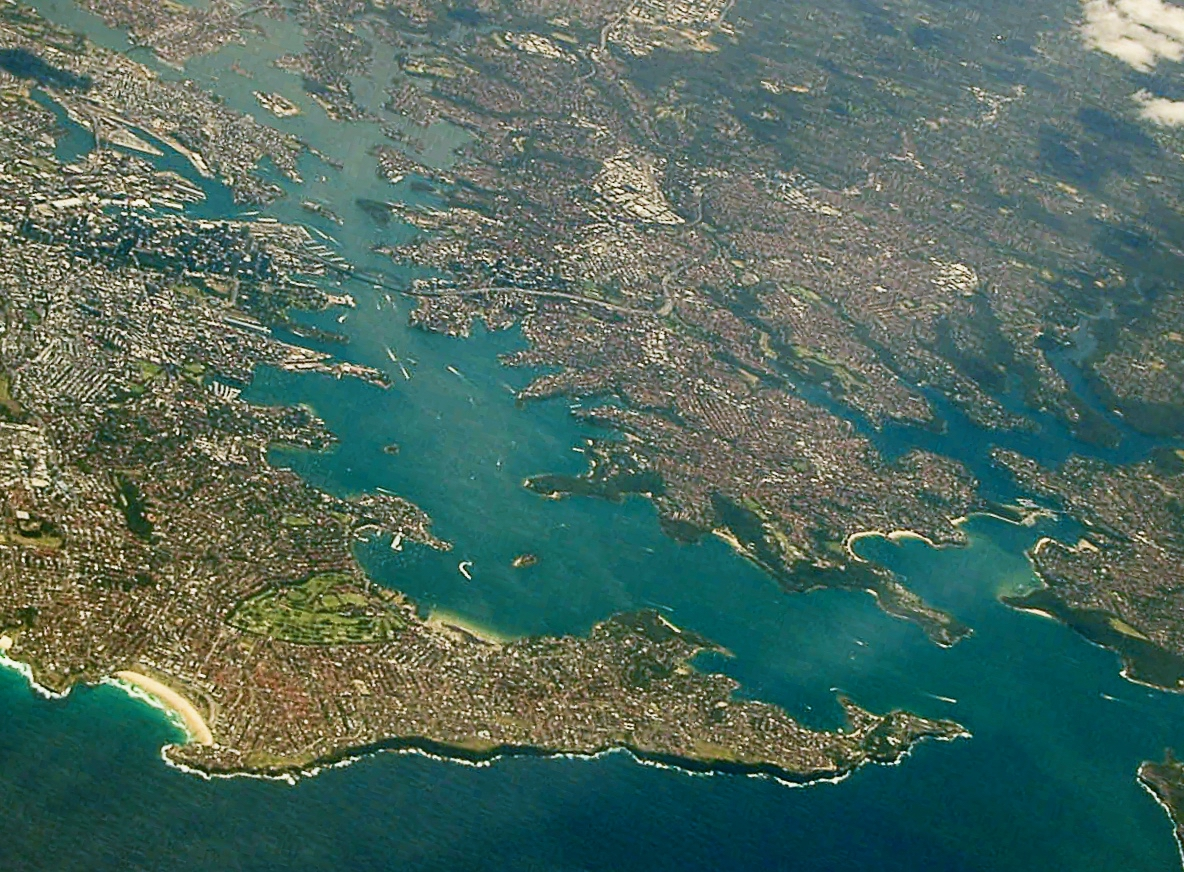

悉尼北岸（英語：North Shore）是悉尼北部（Northern Sydney）的一部分，是個習慣使然的用詞，並沒有明確的法定邊界，大致包含悉尼港以北，沃龍加以南，於中部港灣與蘭蔻河之間的近郊地區，地理上由多個地方政府所管轄，包括：威洛比市、蘭科夫自治市、北雪梨議會、莫斯曼、顾林凯议会、獵人山自治市、賴德市和康士比郡。而悉尼北岸亦可以再細分為上北岸（Upper North Shore）和下北岸（Lower North Shore）。